# Molecular Biology and Evolution
Molecular Biology and Evolution es una revista científica de biología molecular y biología evolutiva que es publicada mensualmente por Oxford University Press en nombre de The Society for Molecular Biology and Evolution. Los editores fundadores fueron Walter Fitch y Masatoshi Nei; Sus editores en jefe son Brandon Gaut y Claudia Russo.
En 2008, su factor de impacto fue 7,3 con lo cual se encontraba en el puesto cuarto de 39 revistas en la categoría Biología evolutiva. Para 2023, su factor de impacto es de 11,0